# 湯浅勘兵衛
湯浅 勘兵衛（ゆあさ かんべえ、1869年（明治2年） - 1917年（大正6年））は、日本の農民・慈善家。奨学資金を寄付した。

## 人物
福井県大飯郡高浜町宮崎出身。父祖の農業に没頭し、斯業の改善と公共の利益に多大の貢献があった。1899年、卒先して耕地整理の実行につとめ、労費を悋まず、遂に10数町歩を完了した。奨学資金5000円を義捐した。高浜町に尽くした事は枚挙にいとまがない。